# Jerzy Adamczak
Jerzy Adamczak (ur. 24 lutego 1925 w Poznaniu, zm. 12 maja 2010 w Warszawie) – polski aktor teatralny i filmowy. 

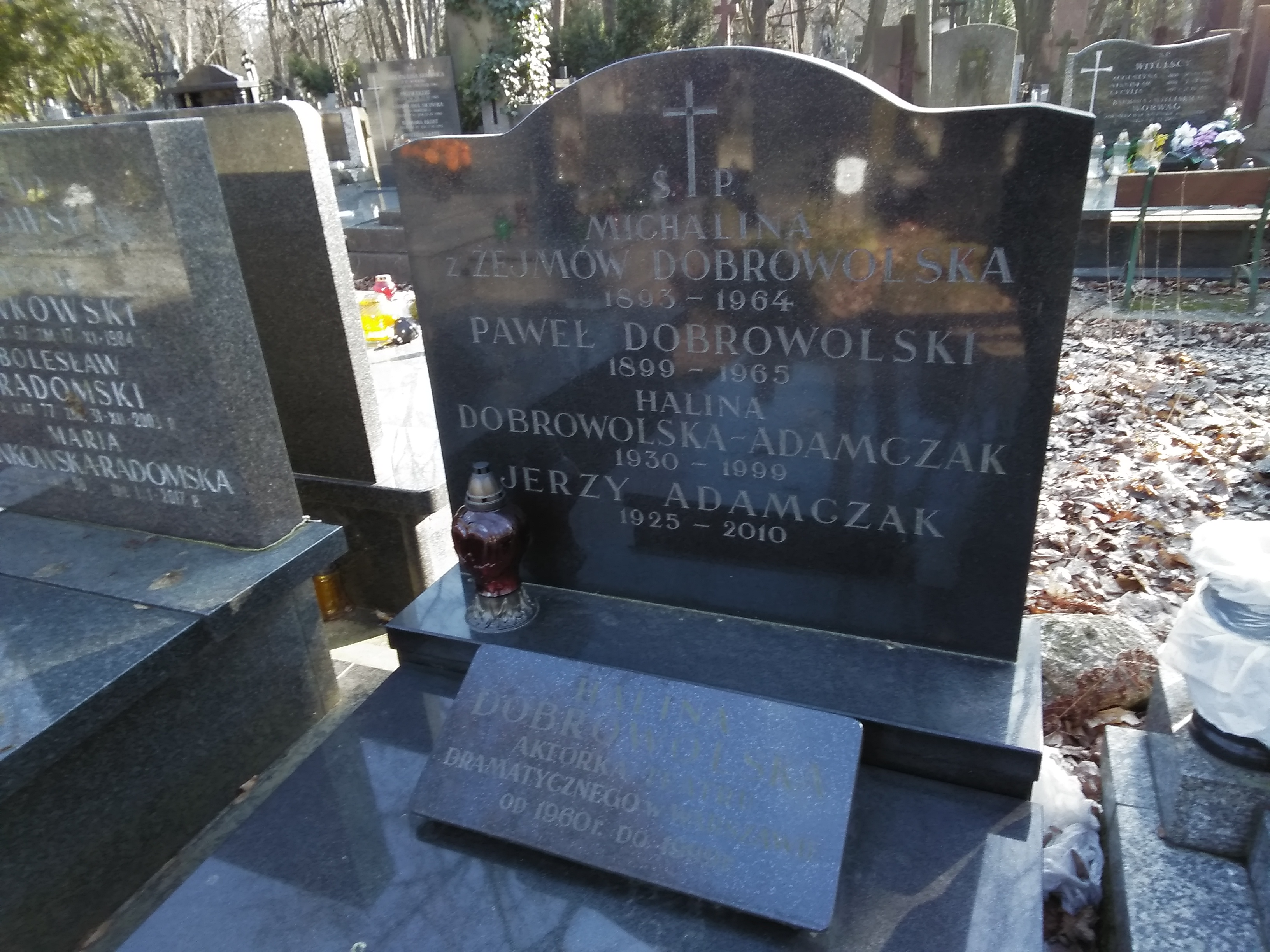
Grób Jerzego Adamczaka na Cmentarzu Powązkowskim w Warszawie

## Życiorys
Był aktorem teatrów: Polskiego w Poznaniu (1947–1948), Powszechnego w Łodzi (1948–1949) oraz Dramatycznych we Wrocławiu (1949–1961). W 1961 roku przeniósł się do Warszawy, gdzie występował w Teatrze Dramatycznym (1961–1962), Teatrze Ziemi Mazowieckiej (1962–1964) oraz Teatrze Ludowym (1964–1971). Wystąpił również w sześciu spektaklach Teatru Telewizji (1959–1974) oraz trzech audycjach Teatru Polskiego Radia.
Był mężem aktorki Haliny Dobrowolskiej (1930–1999). Został pochowany na Cmentarzu Powązkowskim w Warszawie (kwatera 296-4-12).

## Filmografia
- Skarb (1948)
- Popiół i diament (1958) – Wrona, major UB
- Pigułki dla Aurelii (1958) – „Agat”
- Śmierć prezydenta (1977) – Konrad Ilski, poseł prawicy